# Salvia gesneriiflora
Salvia gesneriflora là một loài thực vật có hoa trong họ Hoa môi. Loài này được Lindl. & Paxton miêu tả khoa học đầu tiên năm 1851.

## Hình ảnh

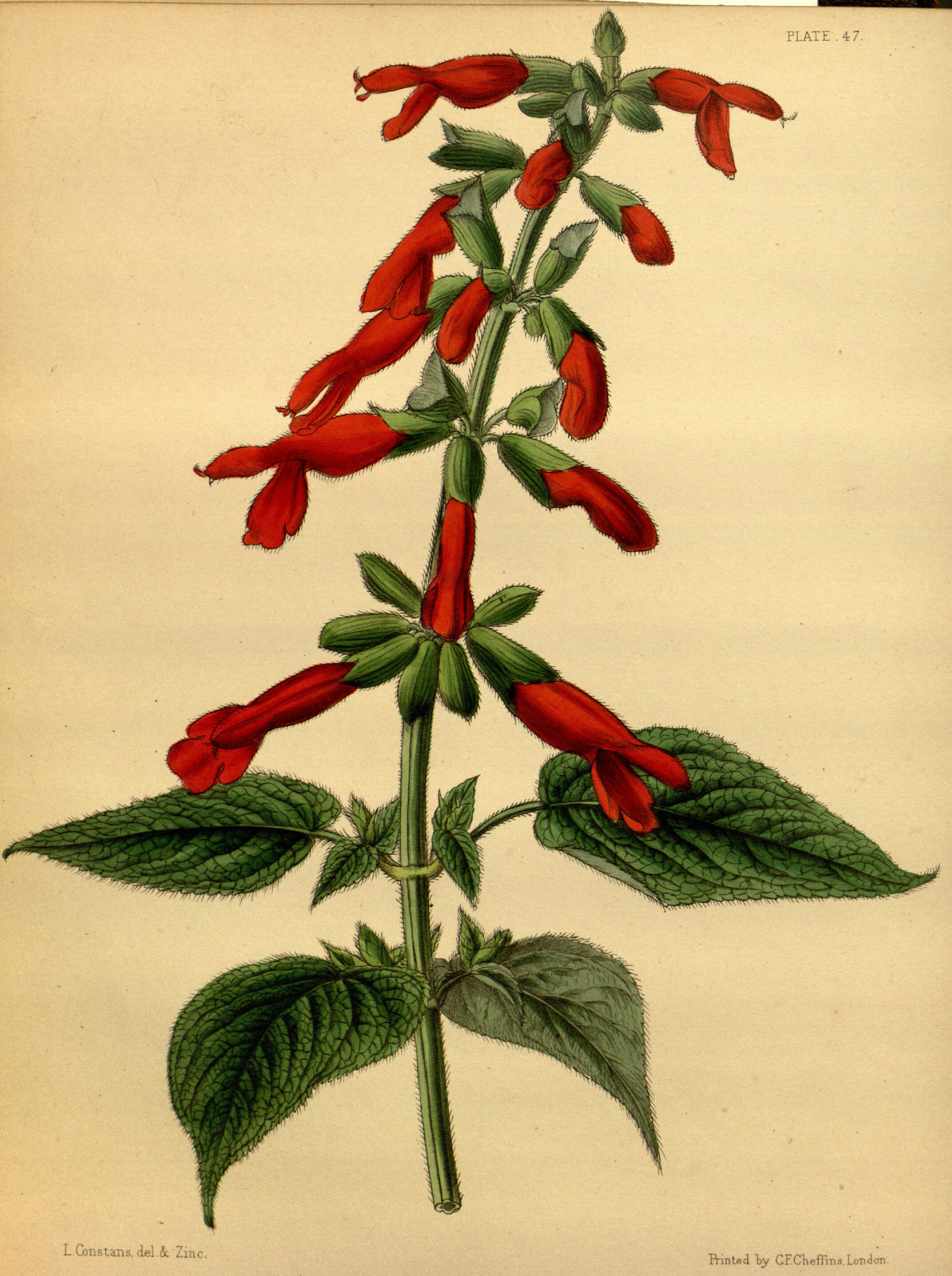